# Nonsuch Island
Nonsuch Island är en ö i Bermuda (Storbritannien).   Den ligger i parishen St. George's, i den östra delen av landet, 13 km nordost om huvudstaden Hamilton. Arean är 0,12 kvadratkilometer.
Terrängen på Nonsuch Island är mycket platt. Öns högsta punkt är 16 meter över havet. Den sträcker sig 0,6 kilometer i nord-sydlig riktning, och 0,5 kilometer i öst-västlig riktning.